# Обонкур-Возель
Обонку́р-Возе́ль (фр. Auboncourt-Vauzelles) — коммуна во Франции, находится в регионе Шампань — Арденны. Департамент коммуны — Арденны. Входит в состав кантона Новьон-Порсьен. Округ коммуны — Ретель.
Код INSEE коммуны — 08027.
Коммуна расположена приблизительно в 175 км к северо-востоку от Парижа, в 80 км севернее Шалон-ан-Шампани, в 30 км к юго-западу от Шарлевиль-Мезьера.

## Население
Население коммуны на 2008 год составляло 104 человека.
| 1962 | 1968 | 1975 | 1982 | 1990 | 1999 | 2008 |
| ---- | ---- | ---- | ---- | ---- | ---- | ---- |
| 73   | 85   | 80   | 82   | 82   | 85   | 104  |

## Администрация
| Период | Период | Фамилия       | Партия | Должность |
| ------ | ------ | ------------- | ------ | --------- |
| 2001   | 2008   | Мишель О      |        |           |
| 2008   | 2012   | Армель Малерб |        |           |
| 2012   |        | Бенуа Карье   |        |           |

## Экономика
В 2007 году среди 64 человек в трудоспособном возрасте (15—64 лет) 45 были экономически активными, 19 — неактивными (показатель активности — 70,3 %, в 1999 году было 50,9 %). Из 45 активных работали 44 человека (27 мужчин и 17 женщин), безработным был 1 мужчина. Среди 19 неактивных 6 человек были учениками или студентами, 6 — пенсионерами, 7 были неактивными по другим причинам.

## Фотогалерея

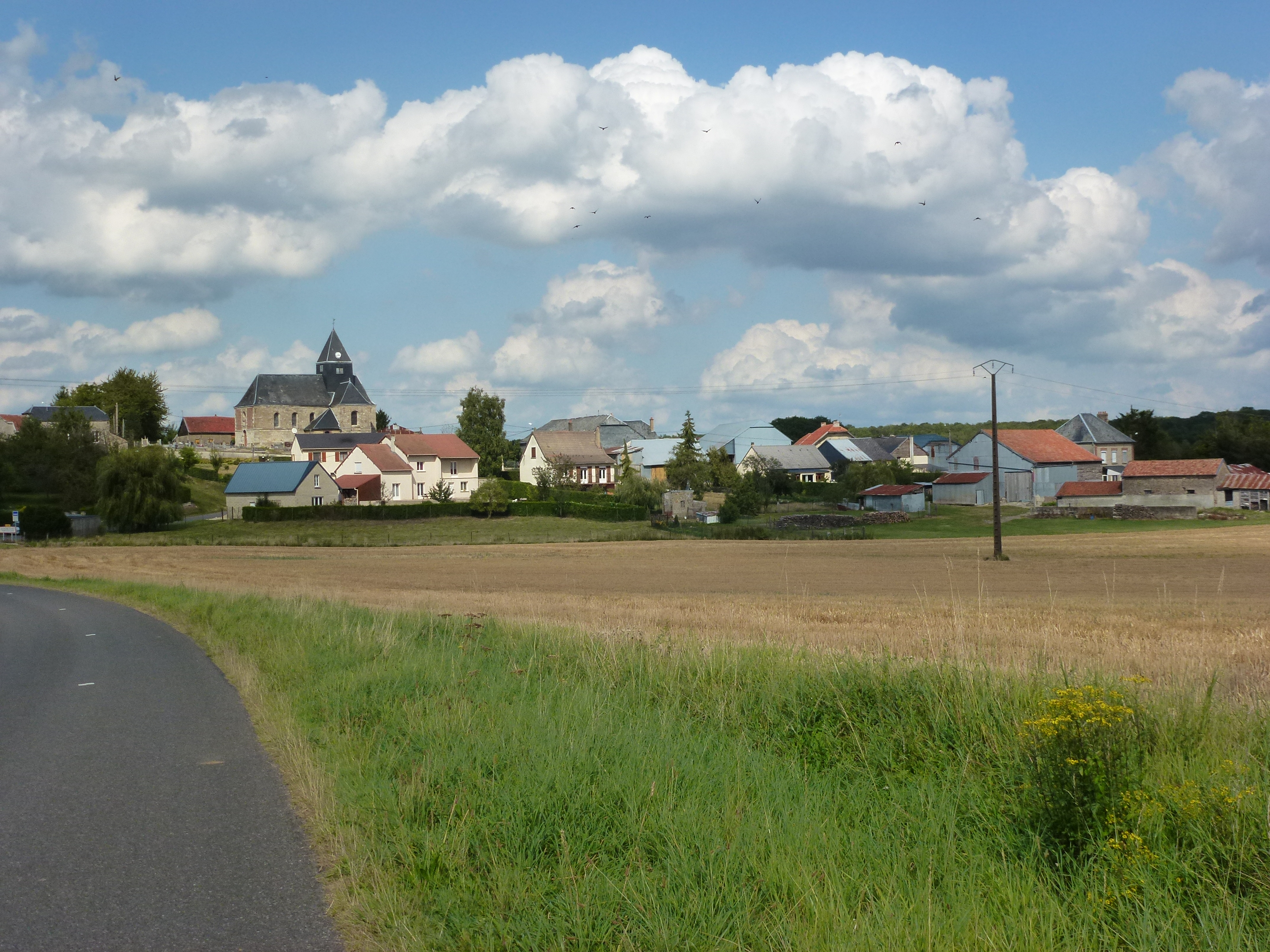
Обонкур-Возель
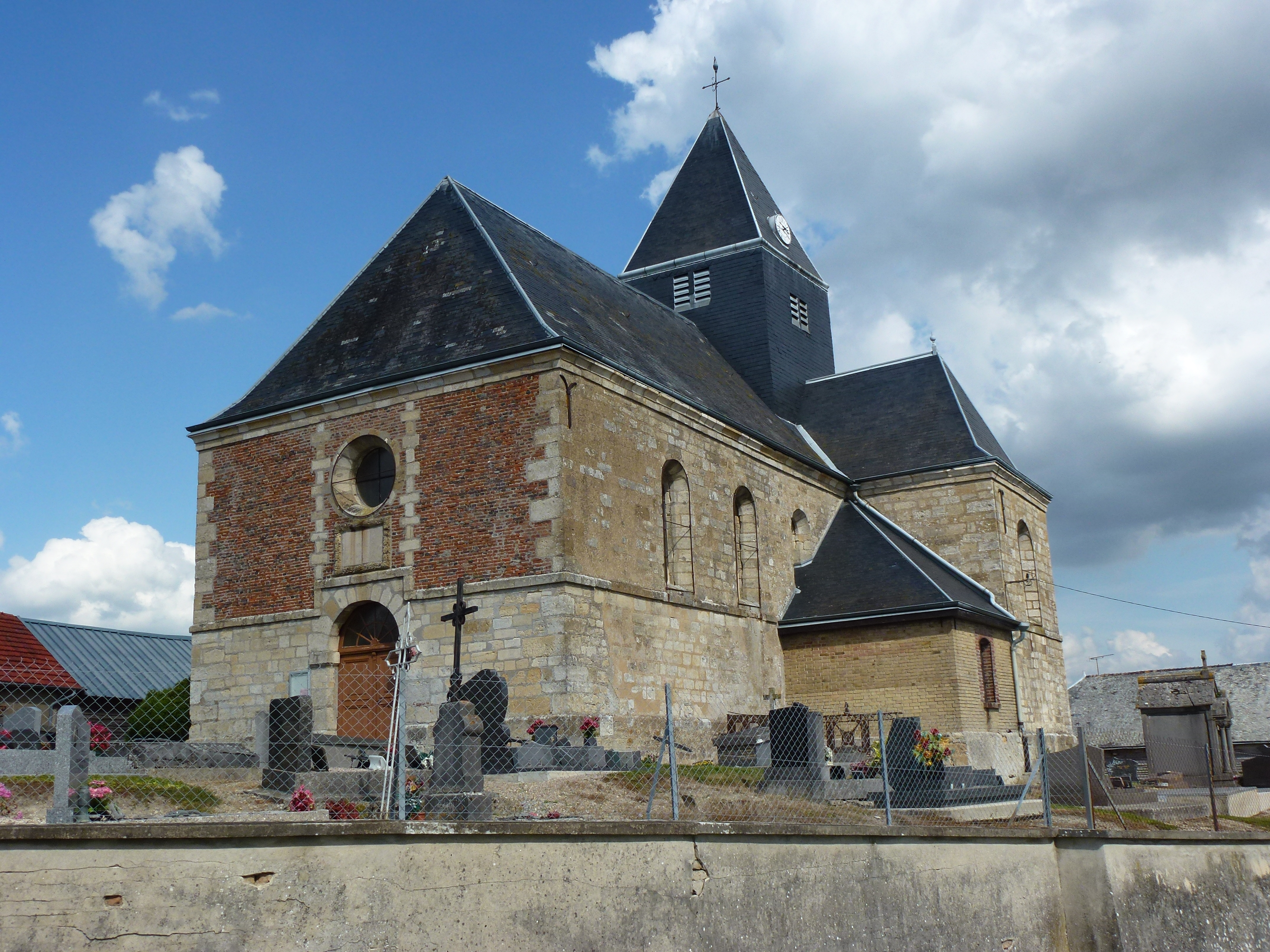
Церковь
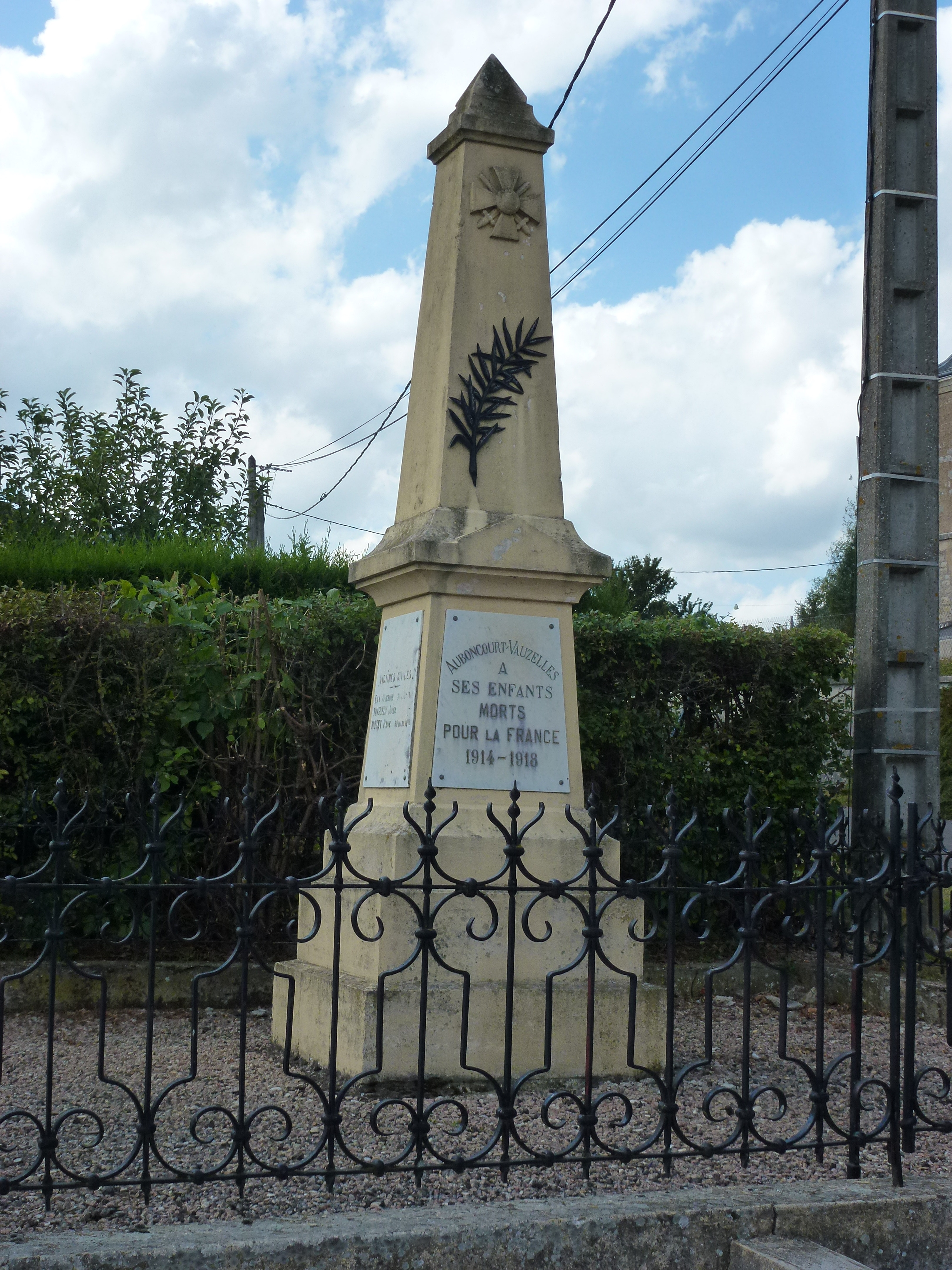
Памятник погибшим в Первой мировой войне
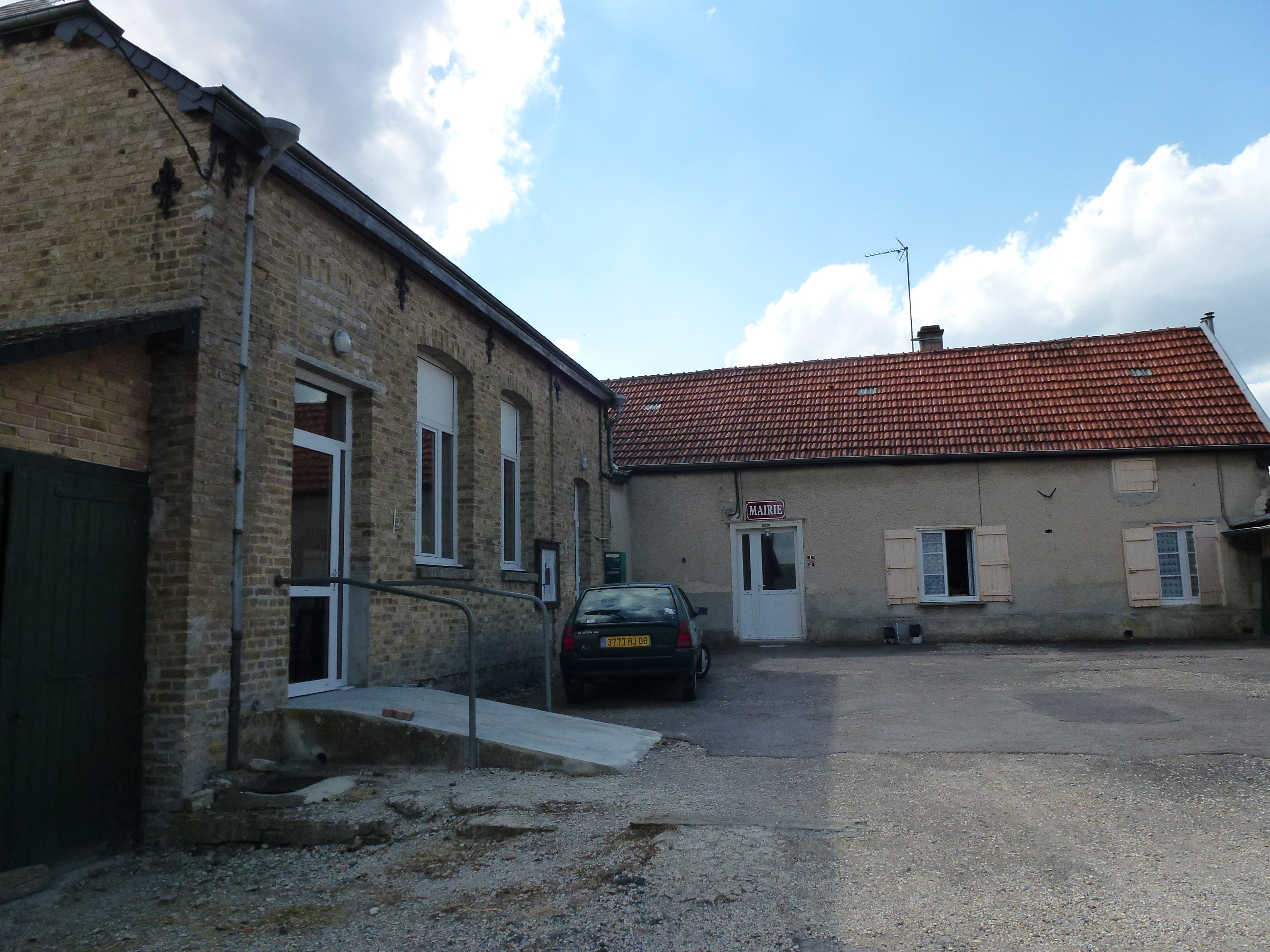
Мэрия